# Carex pseudotristachya
Carex pseudotristachya är en halvgräsart som beskrevs av X.F.Jin och Chao Zong Zheng. Carex pseudotristachya ingår i släktet starrar, och familjen halvgräs. Inga underarter finns listade i Catalogue of Life.